# Розанцева Ніна Устимівна
Ніна Устинівна Розанцева (19 вересня 1949, Гловсевічі, Слонімський район, Гродненська область — 16 серпня 2012) — радянська та білоруська акторка кіно і театру.

## Біографія
Ніна Розанцева народилася 19 вересня 1949 року в селі Гловсевічі Слонімського району Гродненської області. У 1973 році закінчила Всеросійський державний інститут кінематографії (ВДІК) (майстерня Ігоря Таланкіна) і прийшла працювати на «Білорусьфільм».
Дебют у кіно відбувся в 1974 році у фільмі «Тому що люблю» режисера Ігоря Добролюбова. Найбільш її відомі ролі у фільмах «Іван», «Сусіди», «Літери на мармурі», «Денискіни оповідання», «З кішки все і почалося…», «Його відпустка». З 1981 року грала в Мінському театрі-студії кіноактора.
Померла 16 серпня 2012 року. Похована в селі Аронова Слобода (Папернянська сільрада, Мінської області).

## Нагороди
- Диплом Спілки театральних діячів Білорусі за роль Мишільди у виставі «Лускунчик».
- Грамота Міністерства культури Республіки Білорусь (2000).
- Медаль «За внесок у розвиток культури Білорусі» Міністерства культури Республіки Білорусь (2004).
- Медаль «За видатні заслуги в Білоруському кінематографі» Білоруського союзу кінематографістів (2004).

## Творчість

### Роботи в театрі
- «Лускунчик» — Мишільда
- «Качине полювання» (А. Вампілов) — Валерія
- «Одруження Бальзамінова» — Акулина Гаврилівна Красавіна
- «Комедія про Лісістрата» — Клеоніка
- «Дивак з Гончарній вулиці» — Дуня
- «Фантазії за Гоголем» — Ганна Андріївна
- «Гамлет» (Вільям Шекспір) — Гертруда
- «Генерали у спідницях» — Фліпот
- «І третій ангел затрубив» — Марія
- «Карнавал у Венеції» — Клава
- «Літо в Ноані»
- «Босоногий в Афінах» — Ксантіппа
- «Вибачте, вільних місць немає»
- «Усе його життя»
- «Острів Любові і Надії» — Раїса
- «Дуже проста історія» — Кінь
- «Остання жінка сеньйора Хуана» — Матильда
- «Театр купця Єпішкіна» — балетна артистка
- «Як виходять в люди, або На всякого мудреця досить простоти» — приживалка

### Фільмографія
- 1974 — Тому що люблю — Галя
- 1975 — Факт біографії
- 1976 — Недільна ніч — Уляна Борисівна Юрська
- 1976 — По секрету всьому світу (2-га серія) — бульдозеристка
- 1976 — Син керівника
- 1976—1978 — Час вибрав нас
- 1977 — Гарантую життя — епізод
- 1977 — Сімейні обставини — епізод
- 1979 — Задача с трьома невідомими — епізод
- 1979 — Звон уходящего лета — Наста
- 1979 — Червоний велосипед — селянка
- 1979 — Сусіди — мати Сашка
- 1980 — Букви на мармурі
- 1980 — Всі гроші з гаманцем
- 1980 — Кожен третій — Кланя
- 1980 — Повінь
- 1980 — Весільна ніч — епизод
- 1981 — Його відпустка — Галина, дружина Корабльова
- 1981 — Відрядження в санаторій — сусідка
- 1981 — Вітрила мого дитинства — епізод
- 1981 — Фруза — сусідка Фрузи
- 1982 — Іван — Зінка, продавчиня в сільмазі
- 1982 — З кішки все і почалося... —  жінка з шотландською вівчаркою
- 1983 — Водій автобуса — епізод (немає в титрах)
- 1983 — Чорний замок Ольшанський — дружина Лопотухи
- 1984 — Останній крок — Карпова
- 1984 — Оглядини —  дружина Степана
- 1985 — Велика пригода — Марійка, колгоспниця
- 1985 — Навчись танцювати — Марья Андріївна, мати Тані
- 1986 — Визов — епізод
- 1987 — Наказ — епізод
- 1987 — Хочете — любите, хочете — немає … —  колишня дружина Артема
- 1988 — Дубровський — епізод
- 1988 — Мудромір — епізод
- 1990 — Плач перепілки — епізод
- 1992 — Кооператив «Політбюро», або Буде довгим прощання —  епізод
- 1994 — Зачаровані — епізод
- 1996 — З пекла в пекло — епізод
- 1996 — Пташки без гнізд — епізод
- 1998 — Зал очікування — епізод
- 1998 — Контракт зі смертю — епізод
- 1999 — Любити по-російськи-3: Губернатор — няня в притулку
- 2000 — Алхіміки — епізод (немає в титрах)
- 2001 — Поводир — епізод
- 2004 — Іменини
- 2004 — Карусель — епізод (немає в титрах)
- 2004 — Фабрика мрій — епізод
- 2005 — Виклик
- 2009 — Суд — епізод
- 2010 — Одружити мільйонера! —  Паня, подруга юності Ніни Петрівни
- 2011 — На роздоріжжі — епізод
- 2011 — Талаш — Матрьона